# Hasan Mazhar
Hasan Mazhar ou Hasan Mazhar Bey est un gouverneur Jeune-Turc d'Ankara dans l'Empire ottoman qui a refusé de participer au génocide arménien en 1915, entraînant son renvoi,.
En 1918-1919, il dirige la commission Mazhar qui enquête sur le génocide arménien juste après la guerre et dont les conclusions initient les procès d'Istanbul.

## Biographie
Hasan Mazhar Bey est le gouverneur (vali) d'Ankara à partir du 18 juin 1914. En mai 1915, il s'oppose aux ordres de déportation émanant du Ministère de l'Intérieur en refusant sa rhétorique génocidaire.
Le gouvernement Jeune-Turc ne tarde pas à intervenir, lui envoyant dès début juillet 1915 un délégué pour surveiller ses actions, Atıf Kamçıl, qui faisait partie de la direction de l'Organisation spéciale. Hasan Mazhar est limogé quelques jours plus tard, le 8 juillet 1915. Il dira plus tard sur cet événement :

« J'ai fait comme si je ne comprenais pas les ordres concernant la déportation des Arméniens que j'ai reçus du Ministre de l'Intérieur à Istanbul. Comme vous le savez, d'autres provinces avaient déjà terminé leurs opérations de déportation que je n'avais pas encore commencées. Alors Atıf Bey est arrivé… Il m'a transmis oralement l'ordre concernant le massacre et l'extermination des Arméniens. Je lui ai dit 'Non, Atıf Bey, je suis le gouverneur, je ne suis pas un bandit. Je ne peux pas le faire. Je me lèverai de mon trône de [gouverneur] et tu pourras venir le faire, toi. »

## Participation à la commission Mazhar
Le 23 novembre 1918, le sultan Mehmed VI crée une commission d'enquête gouvernementale sur le génocide arménien, Hasan Mazhar Bey en est naturellement nommé président, puisqu'il était l'un des rares administrateurs ottomans à ne pas avoir été impliqué dans les massacres.
Dès novembre 1918, il envoie dans toutes les provinces des questionnaires afin d'enregistrer sous serment les déclarations orales ou écrites des personnalités politiques ou militaires turques.
La commission a commencé à enquêter sur les crimes des responsables ottomans, commis principalement contre les représentants de la population arménienne. Mazhar Bey a tout d'abord demandé à chaque préfet et sous-préfet de lui envoyer les originaux ou des copies certifiées par greffier de tous les ordres reçus par eux pendant le génocide Malgré les instructions données par le gouvernement des Jeunes-Turcs de détruire les télégrammes après lecture, certains fonctionnaires ont conservé des télégrammes et la commission a pu les obtenir.
Après cette première étape, Mazhar fit témoigner sous serment de nombreuses sources. Il avait voulu que la commission soit mixte, et pas uniquement composée de militaires. Mazhar autorisa les Arméniens à accéder aux travaux de la commission pendant qu'elle avait lieu. Malgré l'interdiction ultérieure de l'Etat turc de consulter ces documents, les avocats du patriarcat arménien de Constantinople, ont pu, pendant qu'elle avait lieu, profiter des ressources mises à disposition par Mazhar pour commencer à dresser le dossier du génocide arménien.
Les documents et témoignages recueillis par Mazhar serviront à "alimenter 130 dossiers d'instruction".
La commission Mazhar a pu être critiquée pour son champ d'action trop restreint, qui se concentrait sur les responsables gouvernementaux du génocide, alors même qu'une des particularités du génocide arménien est l'appui massif de populations civiles ou de troupes irrégulières dans les massacres,. La difficulté de la situation politique au lendemain de la Première Guerre mondiale mais aussi l'absence du concept de génocide avant la Shoah ont pu entraver la commission. Malgré la situation politique compliquée, Mazhar n'a pas peur des représailles possibles ; il interdit à 26 députés Jeunes-Turcs de quitter la capitale pour éviter leur fuite, il fait interroger 13 ministres ottomans.
Cependant, les apports de la commission en matière de sources, de transparence et de justice ont été reconnus par les historiens du génocide,. De plus, Mazhar cherche à rendre compte des mécanismes génocidaires, même s'ils ne portent pas encore ce nom, ce qui témoigne d'une vision aigüe de la justice.

## Procès d'Istanbul
La création de cours martiales enquêtant sur les crimes des Jeunes Turcs était la suite logique des travaux de la commission Mazhar, et le 16 décembre 1918, le sultan créa officiellement de tels tribunaux. Trois tribunaux militaires et dix organes judiciaires ont été créés dans les provinces.
Les cours martiales jugent les responsables les plus importants du génocide à partir des documents fournis par Mazhar. La plupart des accusés sont condamnés à mort entre 1919 et 1920. La fuite à l'étranger d'une partie d'entre eux déclenche l'Opération Némésis.
Paradoxalement, bon nombre des condamnés sont considérés comme des héros de l'histoire de la Turquie depuis Mustafa Kemal Atatürk, à l'instar de l'exemple très marquant de Mehmed Kemal, premier condamné à mort des cours martiales pour avoir organisé des "sites-abattoirs" dont la tombe est devenue un mémorial national.

## Hommages
Le 27 avril 2015, une pierre a été érigée dans le Jardin des Justes a Varsovie en Pologne pour commémorer sa personne et planter un arbre du souvenir.